# Nesostenodontus celebensis
Nesostenodontus celebensis är en stekelart som beskrevs av Heinrich 1934. Nesostenodontus celebensis ingår i släktet Nesostenodontus och familjen brokparasitsteklar. Inga underarter finns listade i Catalogue of Life.